# Volks-Werfer-Brigade 20
Die Volks-Werfer-Brigade 20 war eine deutsche Nebelwerfer-Brigade im Zweiten Weltkrieg.

## Brigadegeschichte
Die Volks-Werfer-Brigade 20 wurde am 10. Dezember 1944 wahrscheinlich in Celle durch den Wehrkreis XI mit Ersatzgestellung des Brigadestabes in Dillingen durch den Wehrkreis VII aufgestellt.
Am 20. Dezember 1944 bestand die Brigade aus dem schweren Werfer-Regiment 25 und dem schweren Werfer-Regiment 25.
Die schweren Werfer-Regimenter wurden am 10. Dezember 1944 durch den Wehrkreis XI aufgestellt.
Die Volks-Werfer-Brigade 20 kam am 20. Dezember 1944 von Hildesheim aus an die Westfront. Die Brigade war dann als Heerestruppenteil bei der 1. Armee in der Saarpfalz.
Ab dem 18. Dezember 1944 war der Major Bergholz (* 1903) mit der Führung des schweren Werfer-Regiments 25 beauftragt. Für das schwere Werfer-Regiment 26 war ebenfalls ab dem 15. Dezember 1944 mit Major d. R. Hugo Commichau (* 1897) ein Offizier mit der Führung beauftragt.
Ab dem 10. Dezember 1944 war die Brigade durch den Oberst Kurt Würtz (* 1893) geführt.

## Gliederung
- schweres Werfer-Regiment 25 mit I. (1–3), II. (4–6) und III. (7–9)
- schweres Werfer-Regiment 26 mit I. (1–3), II. (4–6) und III. (7–9)